# Château d'Alfaiates
Le château d'Alfaiates est une ancienne fortification militaire médiévale située dans la freguesia d'Alfaiates, sur le territoire de la municipalité de Sabugal (district de Guarda, Portugal),.

## Historique

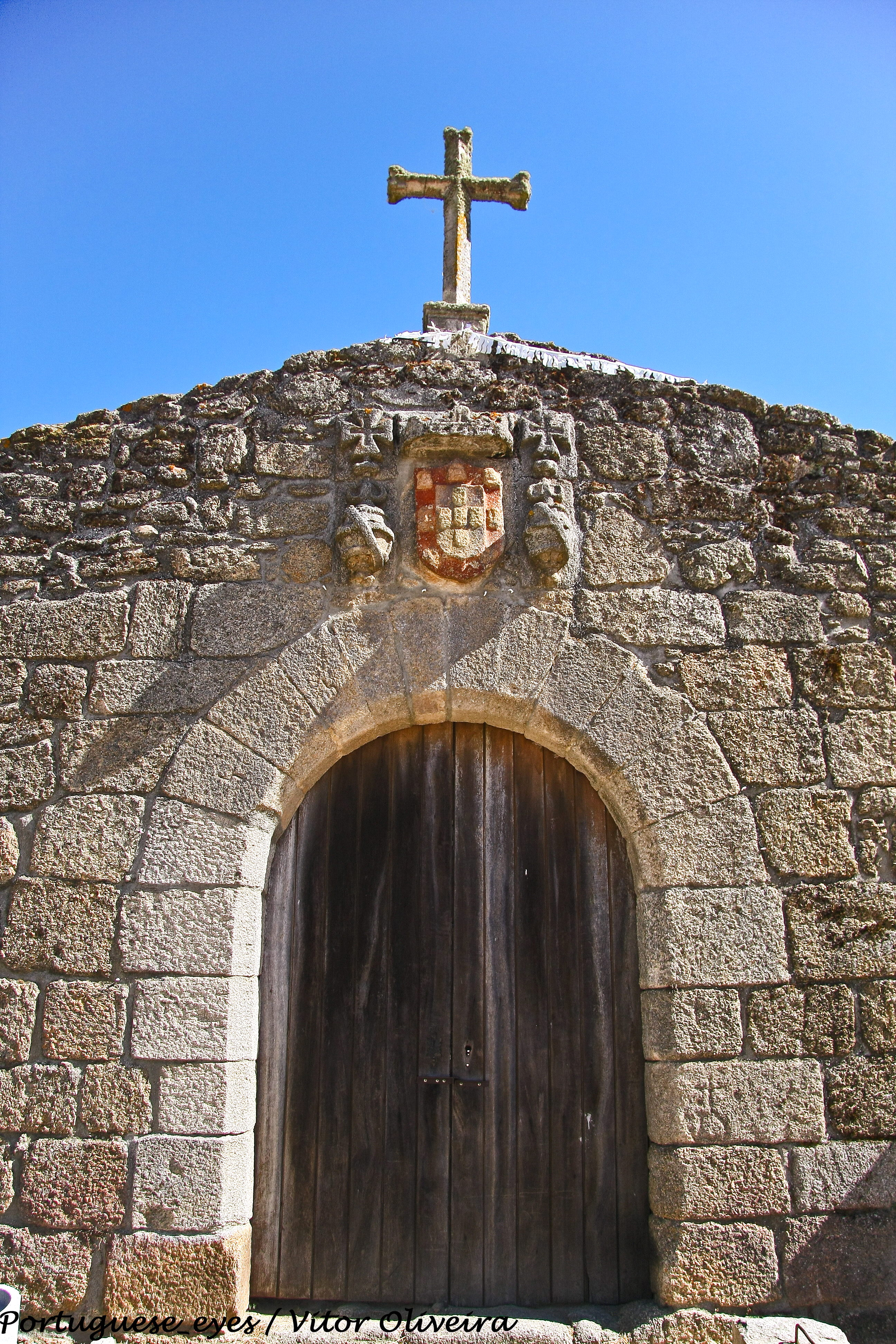
Détail de l'entrée.

Bien que construit sur un plateau, la colline sur laquelle il se dresse en faisait un point stratégique et important pour la défense de la frontière. Avec la forteresse d'Almeida , ils contrôlaient un vaste territoire. Pendant la guerre de Restauration de l'Indépendance (1640), il joua un rôle décisif dans la défense nationale, étant considéré comme l'une des clés du royaume, au même titre que les châteaux d'Almeida et d'Elvas .
Aujourd'hui, c'est la plus grande attraction touristique de la région, avec des vues sur les terres accidentées de la Ribacoa depuis ses remparts. 
Le château présente un plan quadrangulaire avec une tour quadrangulaire au sommet, face à la ville. Les murs intérieurs de cette enceinte sont partiellement en ruine. Un second anneau de murailles comprenait des tourelles à trois angles.
La porte principale, dépassant des murs, est surmontée d'une composition sculpturale de style manuélin, composée d'une couronne royale au centre, flanquée de deux sphères armillaires et de deux croix de l'Ordre du Christ.
Il est classé Monument national depuis 1950.

## Galerie

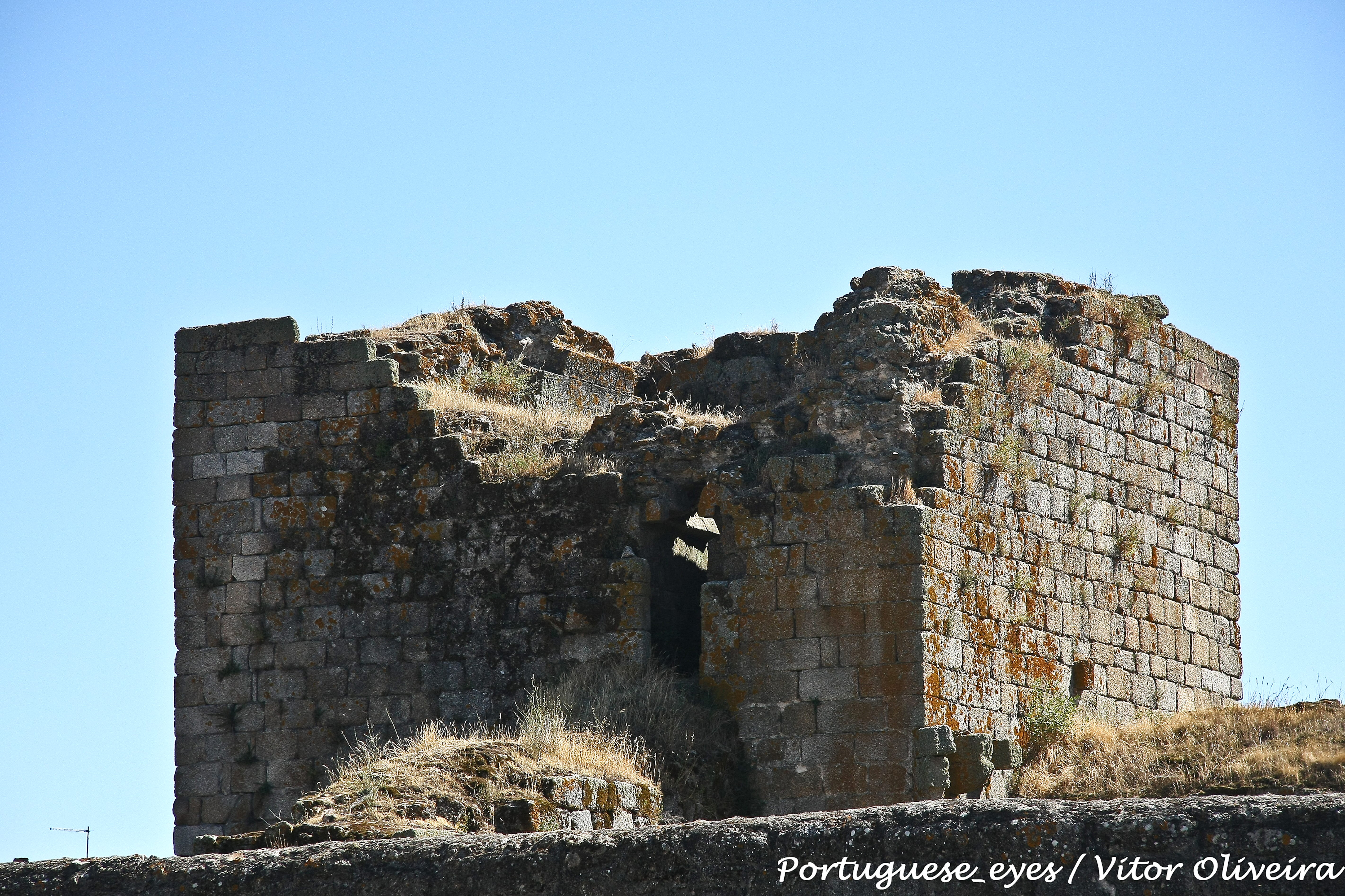
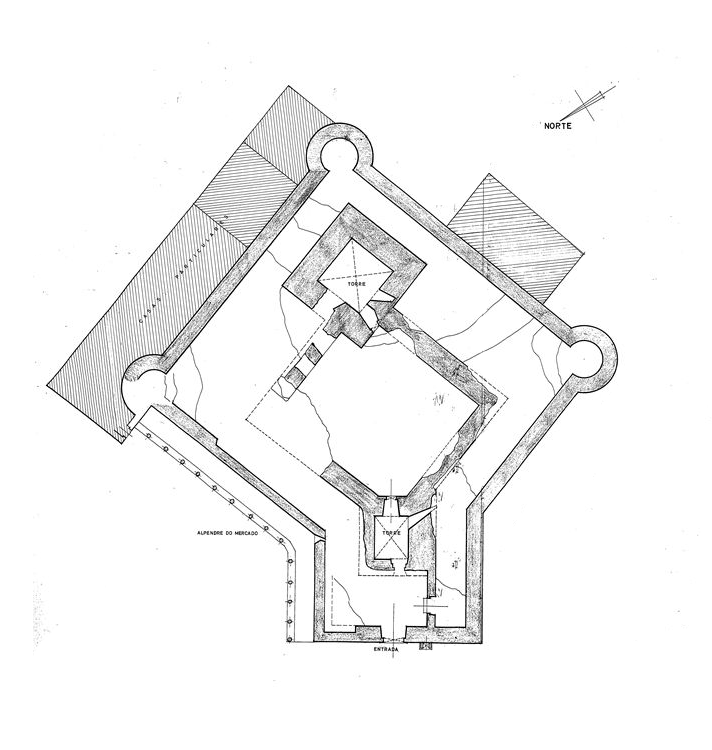
Plan du château.